# Gonzague de Reynold
Gonzague de Reynold, född den 15 juli 1880 i Fribourg, död den 9 april 1970, var en schweizisk greve och författare.
de Reynold, som 1915 blev professor i nyare franskt språk och litteratur, gjorde sig känd som lyriker (L’âge d’or, 1899, Les banniéres flammées, 1915, med flera) och dramatiker (La gloire qui chante, 1919, och så vidare) samt var verksam för att liva den schweiziska nationalkänslan (bland annat genom sina Contes et légendes de la Suisse héroique, 3 band, 1914-20). Av hans vetenskapliga verk kan nämnas Histoire littéraire de la Suisse au 18:e siécle (2 bd, 1909-12), J.J. Rousseau et ses contradicteurs (1904) och Charles Baudelaire (1920).